# 峨眉站
峨眉站位于中国四川省峨眉山市綏山鎮，是成昆铁路和成贵客运专线峨眉山线车站。车站由成都铁路局峨眉车务段管辖，为三等站，办理客货运业务。峨眉站建于1965年，1968年通车，2017年搬迁至现址。

## 历史

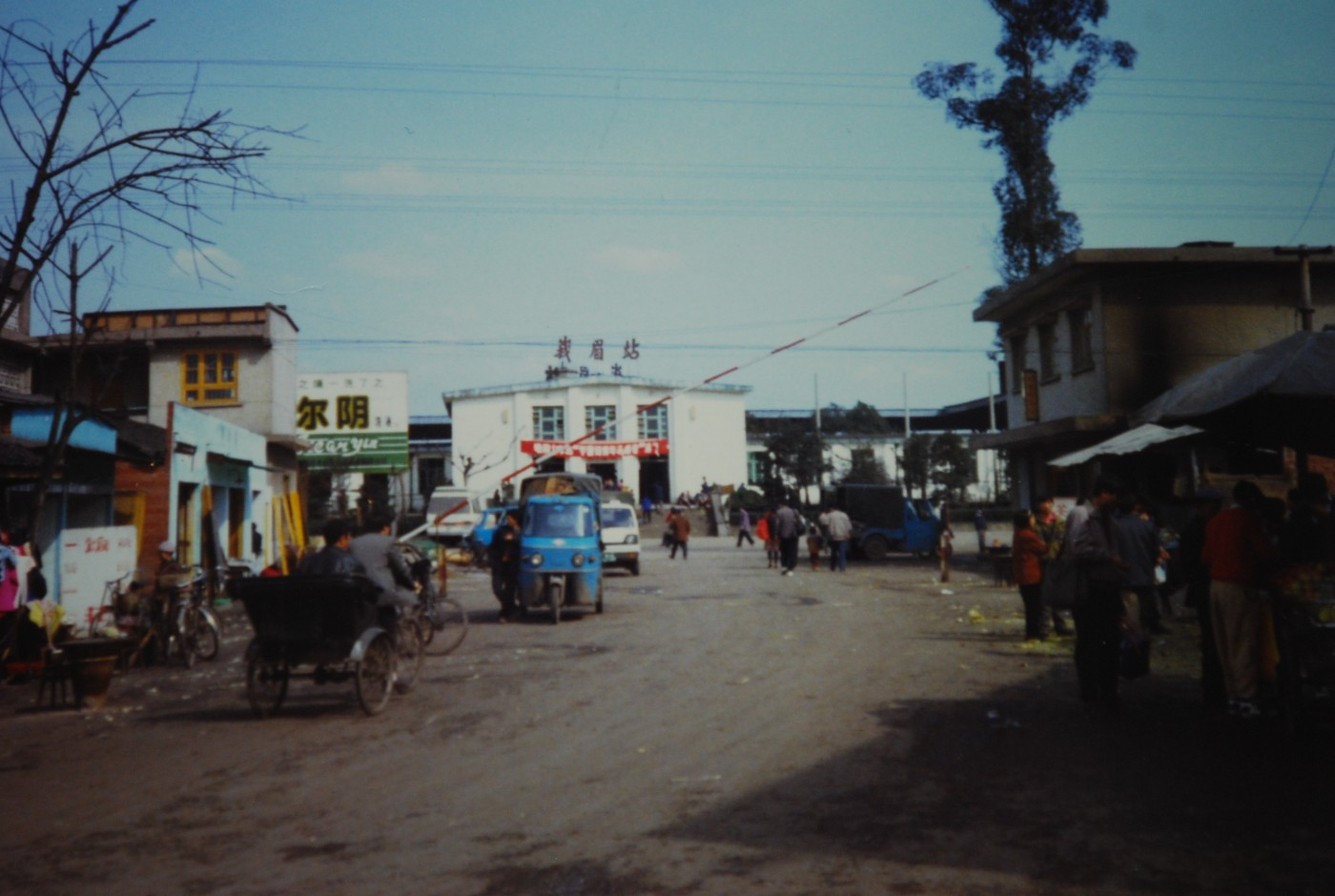
峨眉站站房（1994年）

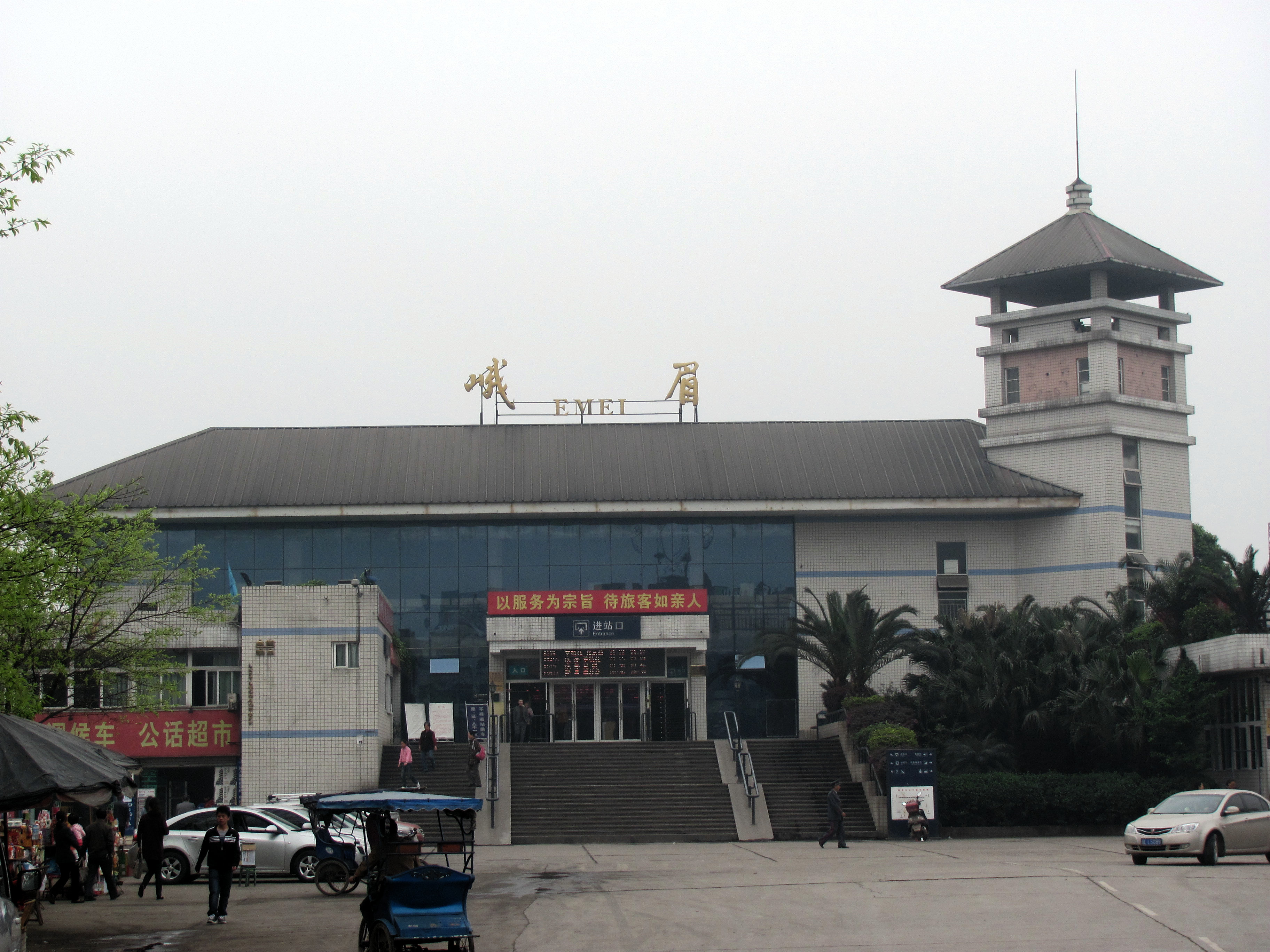
成昆铁路电气化时重建的峨眉站（2012年），现为峨嵋车务段段部

峨眉山站所属的成昆铁路县境段建于1965年，1966年2月1日开办货运，3月1日开行成都至峨眉列车；5月1日峨眉至沙湾段开始临时运营:748:390，1971年正式运营。
车站在1990年代成昆铁路电气化改造中重建站房。
成昆铁路成峨段扩能改造工程计划异地重建峨眉站。新峨眉站位于原址南侧约500米处的成绵乐高架桥下方，距峨眉山市约3.6公里，于2013年12月25日开工，2017年3月竣工。2017年4月26日起，峨眉站正式南迁至新址，原峨眉站的所有客运业务移至峨眉新站办理。2018年12月25日，峨嵋车务段机关由燕岗站附近搬迁至峨眉站老站房。
2019年6月15日，部分成贵客运专线列车开始在本站办理客运业务。

## 车站结构

### 站房

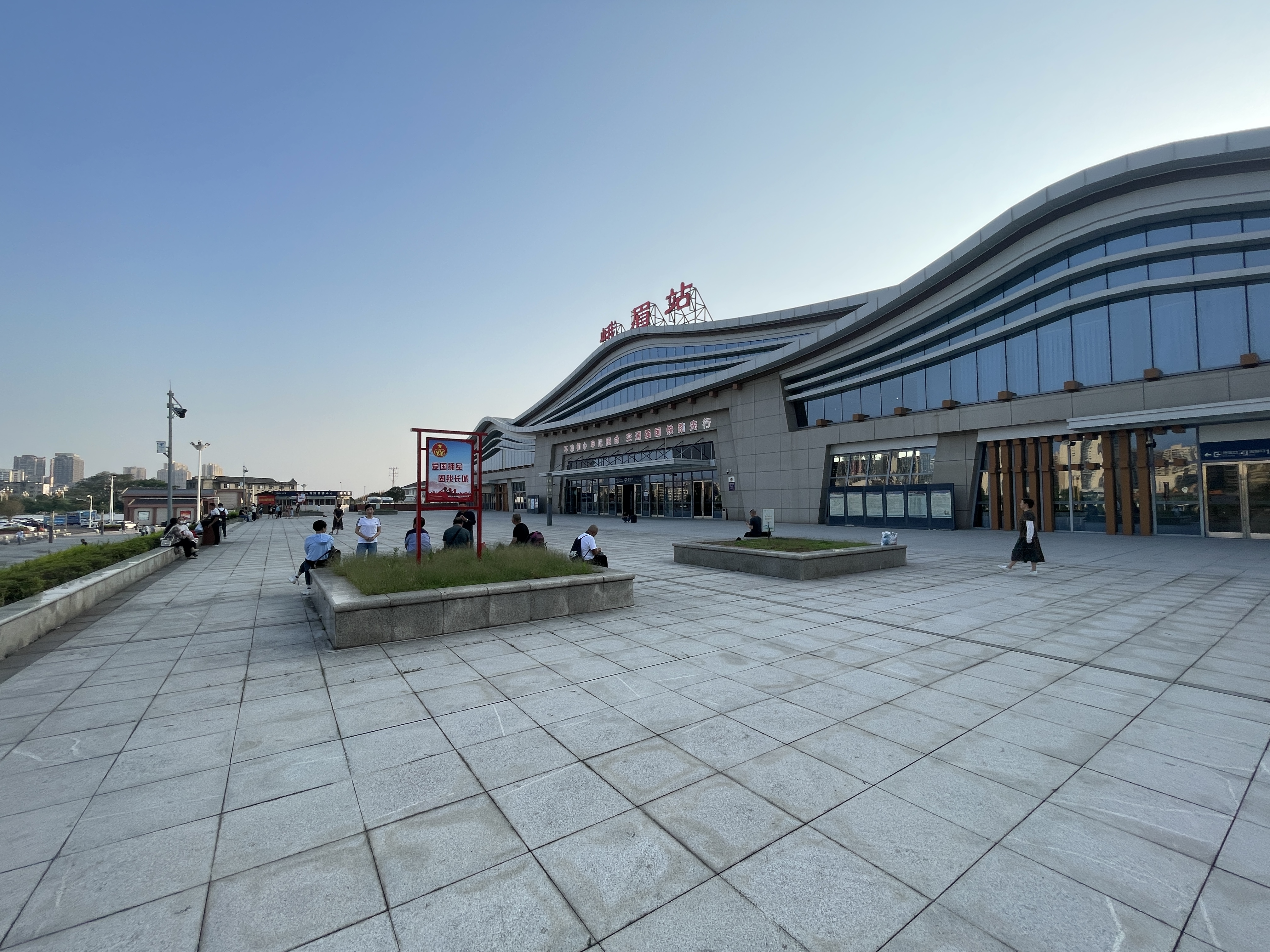
车站站房外立面

峨眉山站目前使用的站房于2017年投入使用。站房共有2层，为线侧平式，面积4998平方米。站房外立面以“山，秀甲天下；佛，心系众生”为设计意向，通过波浪形的屋顶展现峨眉山的延绵起伏。售票处位于站房右侧，设有5个售票窗口、4台自动售票机和2台自动取票机。候车室位于站房中部，可容纳900名旅客。
- 售票处
- 候车室
- 车站站房及上层站台
- 高速场下方空间

### 站场

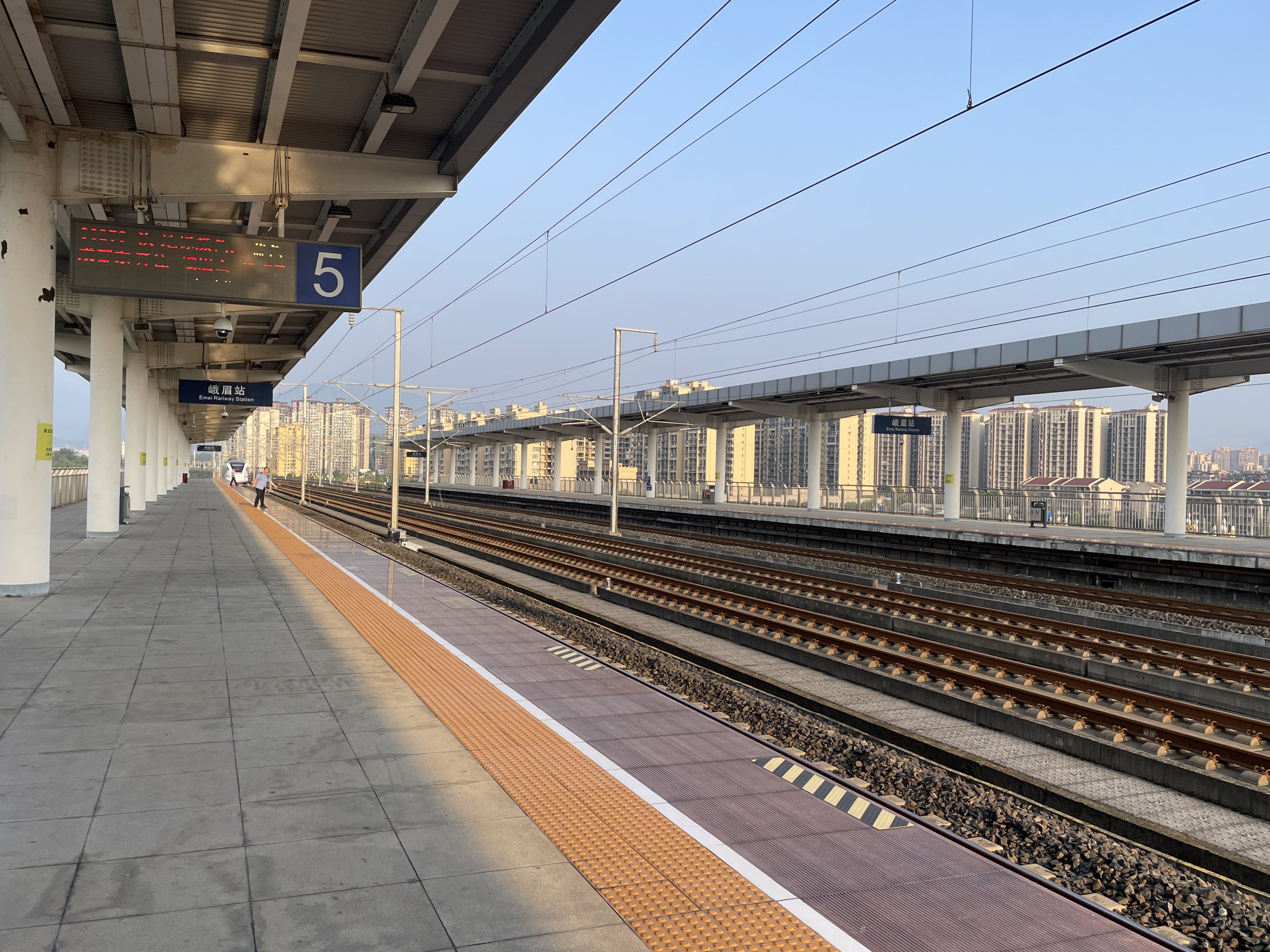
高速场站台

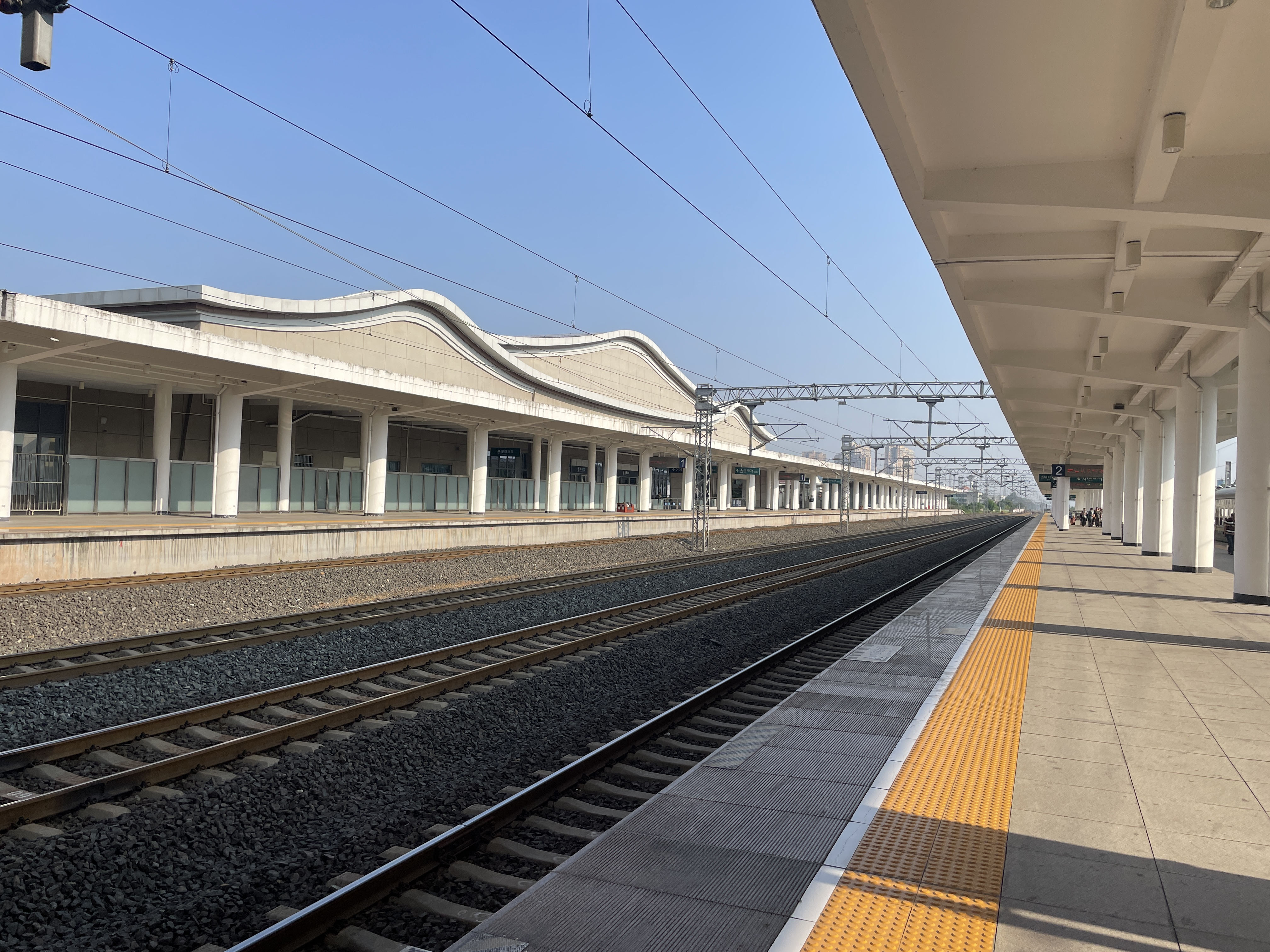
普速场站台

成昆铁路复线成峨段峨眉站与成贵客运专线峨眉站共站设置，普速场规模2台5线。车站两个货场均位于胜利镇胜利村，办理整车不怕湿货物（氧化铝、碳电极除外）发到，货源吸引峨眉山市、井研县等地。车站货场面积21706平方米，主要到发货品为水泥、化工、盐、化肥及钢铁。
| 2F | 侧式站台 | 侧式站台                              |
| 2F | 4站台    | 成贵客运专线 往成都东方向（乐山站）   |
| 2F | 通过线   | 成贵客运专线上行列车通过线            |
| 2F | 通过线   | 成贵客运专线 下行列车通过线           |
| 2F | 5站台    | 成贵客运专线 往峨眉山方向（峨眉山站） |
| 2F | 侧式站台 |                                       |
| 1F | 站房     | 售票、候车、检票                      |
| 1F | 侧式站台 |                                       |
| 1F | 1站台    | 成昆铁路 往成都方向（双福站）         |
| 1F | 通过线   | 成昆铁路上行列车通过线                |
| 1F | 通过线   | 成昆铁路 下行列车通过线               |
| 1F | 2站台    | 成昆铁路 往昆明方向（燕岗站）         |
| 1F | 岛式站台 |                                       |
| 1F | 3站台    | 成昆铁路 往昆明方向（燕岗站）         |